# Desnutrição
Desnutrição é uma condição em que ocorrem problemas de saúde como resultado de uma dieta com consumo insuficiente ou excessivo de nutrientes. A desnutrição pode ter origem em desequilíbrios de calorias, proteínas, hidratos de carbono ou sais minerais. O consumo insuficiente de nutrientes denomina-se subnutrição e o consumo excessivo supernutrição. O termo desnutrição é muitas vezes usado como sinónimo de subnutrição para se referir especificamente aos casos em que a pessoa não consome calorias, proteínas ou micronutrientes em quantidade suficiente. A subnutrição durante a gravidez ou antes dos dois anos de idade pode causar problemas permanentes a nível do desenvolvimento físico e intelectual. A subnutrição extrema, denominada inanição, manifesta-se através de sintomas como baixa estatura, corpo muito magro, níveis de energia muito baixos e pernas e abdómen inchados. As pessoas subnutridas apresentam maior risco de contrair infeções e estão frequentemente frias. Os sintomas da deficiência de micronutrientes dependem do micronutriente em falta.
A causa mais comum de subnutrição é a indisponibilidade de alimentos de qualidade. Esta situação tem geralmente origem na pobreza ou no elevado custo económico dos alimentos. Podem também contribuir para esta condição a falta de amamentação e uma série de doenças infeciosas como a gastroenterite, pneumonia, malária e sarampo, as quais aumentam a necessidade de nutrientes. Existem dois tipos principais de subnutrição: desnutrição proteico-energética e desnutrição causada por deficiências dietéticas. A desnutrição proteico-energética tem duas formas graves: marasmo (falta de proteínas e calorias) e kwashiorkor (falta de proteínas). Entre as deficiências de micronutrientes mais comuns estão a deficiência de ferro, deficiência de iodo e deficiência de vitamina A. Estas deficiências são mais comuns durante a gravidez, dado que aumentam as necessidades do corpo. Em alguns países em vias de desenvolvimento começa-se a verificar sobrenutrição na forma de obesidade nas mesmas comunidades em que existe subnutrição. Entre outras causas de desnutrição estão a anorexia nervosa e cirurgia bariátrica.
A melhoria da nutrição é uma das formas mais eficazes de ajuda ao desenvolvimento. A amamentação permite diminuir a incidência de desnutrição e morte em crianças. Nas crianças mais novas, fornecer alimentos para além do leite materno entre os seis meses e dois anos de idade melhora o prognóstico. Há evidências sólidas que apoiam a eficácia de suplementação alimentar de vários micronutrientes em grávidas e crianças mais novas nos países em vias de desenvolvimento. Para garantir o acesso a alimentos, tanto a distribuição de comida como a distribuição de dinheiro para que as pessoas possam comprar alimentos nos mercados locais são medidas eficazes. Apenas alimentar as crianças nas escolas não é suficiente. Em muitos casos, é possível tratar a desnutrição na residência da pessoa com alimentos terapêuticos. O tratamento hospitalar está recomendado para casos de desnutrição grave com complicações de saúde. O tratamento geralmente consiste em tratar a hipoglicemia e hipotermia, revertendo a desidratação e alimentando gradualmente a pessoa. Os antibióticoss de rotina estão recomendados devido ao elevado risco de infeções. Entre as medidas a longo prazo estão a melhoria das práticas agrícolas, a diminuição da pobreza, o investimento em saneamento e a emancipação das mulheres.
A subnutrição é mais comum nos países em vias de desenvolvimento. Em 2015 existiam em todo o mundo 793 milhões de pessoas subnutridas, o que corresponde a 13% do total da população. A percentagem tem vindo a diminuir gradualmente desde 1990, ano em que 23% da população se encontrava subnutrida. Estima-se que em 2012 outros mil milhões de pessoas tivessem deficiências de vitaminas e sais minerais. Estima-se que em 2015 a desnutrição proteico-energética tenha causado a morte a 323 000 pessoas, uma diminuição em relação às 510 000 mortes em 1990. As outras deficiências dietéticas, como a deficiência de iodo ou de ferro, causaram a morte a outras 83 000 pessoas. Em 2010, a desnutrição foi a causa de 1,4% de todos os anos de vida corrigidos pela incapacidade. Acredita-se que cerca de um terço das mortes de crianças tenham origem em subnutrição, embora raramente seja esta a indicação da causa da morte. Estima-se que em 2010 a subnutrição tenha contribuído para a morte de 1,5 milhões de mortes entre mulheres e crianças, embora algumas estimativas apontem para valores superiores a 3 milhões. Estima-se que em 2013 cerca de 165 milhões de crianças tivessem atrasos no desenvolvimento devido a desnutrição. A subnutrição é mais comum entre alguns grupos populacionais, como crianças com menos de cinco anos, idosos e mulheres, em particular as grávidas ou que se encontram a amamentar. Em idosos, a subnutrição deve-se a fatores físicos, psicológicos e sociais.